# Gawri’el Kohen
Gawri’el Kohen (hebr.: גבריאל כהן$, ang.: Gavriel Cohen, ur. 30 maja 1928 w Jerozolimie, zm. 9 kwietnia 2021) – izraelski historyk, wykładowca i polityk, w latach 1965–1969 poseł do Knesetu.

## Życiorys
Urodził się 30 maja 1928 w Jerozolimie, w ówczesnym Brytyjskim Mandacie Palestyny.
Ukończył szkołę średnią w Tel Awiwie. W 1948 dołączył do Palmachu i walczył na różnych frontach podczas wojny o niepodległość Izraela.
Ukończył studia historyczne na Uniwersytecie Hebrajskim w Jerozolimie, a następnie na Uniwersytecie Oksfordzkim. Pracował jako wykładowca historii średniowiecznej i współczesnej na Uniwersytecie Telawiwskim.
W polityce początkowo związał się z Achdut ha-Awoda, do której wstąpił w 1953. W wyborach parlamentarnych w 1965 uzyskał mandat poselski z listy Koalicji Pracy (współtworzonej przez Achdut ha-Awoda i Mapai. W szóstym Knesecie zasiadał w komisjach: spraw zagranicznych i obrony; konstytucyjnej, prawa i sprawiedliwości oraz edukacji i kultury. Od 1968 był członkiem Partii Pracy. W 1969 utracił miejsce w parlamencie.
W 1976 został profesorem Uniwersytetu Telawiwskiego, a w latach 1983–1986 był dziekanem Wydziału Humanistycznego. Od 1986 był członkiem Rady Szkolnictwa Wyższego.
Był autorem dwóch publikacji książkowych dotyczących polityki brytyjskiej względem kształtowania się izraelskiej państwowości.
Zmarł 9 kwietnia 2021.